# New York Metropolitan Area

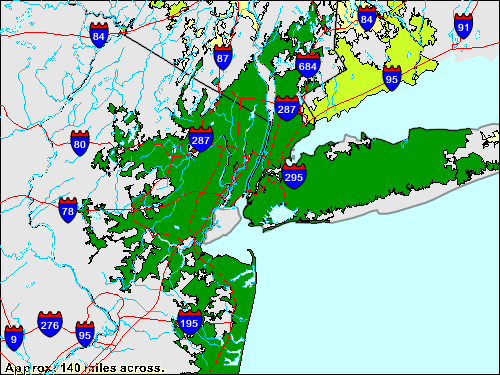
New York Metropolitan Area

Die New York Metropolitan Area, auch Tri-State area oder Tri State Region (englisch für ‚Drei-Staaten-Region‘) genannt, ist die Metropolregion rund um New York City. Sie ist nach Einwohnerzahl die größte Metropolregion der Vereinigten Staaten und die elftgrößte der Welt.
Sie umfasst entgegen der Bezeichnung als Tri-State area Teile der Staaten New York, New Jersey, Connecticut und Pennsylvania.
Gemäß US-Behörden gibt es zwei Definitionen für diese Metropolregion. Das Office of Management and Budget definiert sie zu statistischen Zwecken zum einen als New York–Newark–Jersey City, NY-NJ Metropolitan Statistical Area mit etwa 20,1 Millionen Einwohnern (Stand: 2020). Die etwas weiter gefasste New York–Newark, NY-NJ-PA-CT Combined Statistical Area weist knapp 23,6 Millionen Einwohner auf 30.671 km² Fläche auf (Stand: 2020).
Laut einer Studie aus dem Jahr 2014 erwirtschafte die New York Metropolitan Area ein Bruttoinlandsprodukt von 1,46 Billionen US-Dollar. In der Rangliste der wirtschaftsstärksten Metropolregionen weltweit belegte die Stadt damit den 2. Platz hinter Tokio. Das BIP pro Kopf liegt bei 69.915 US-Dollar (KKP). In der Metropolregion sind 9 Millionen Menschen beschäftigt.

## Countys
Die New York–Newark–Jersey City Metropolitan Statistical Area umfasst die Countys in den folgenden sogenannten Metropolitan Divisions: (in Klammern: Einwohnerzahl am 1. April 2020)

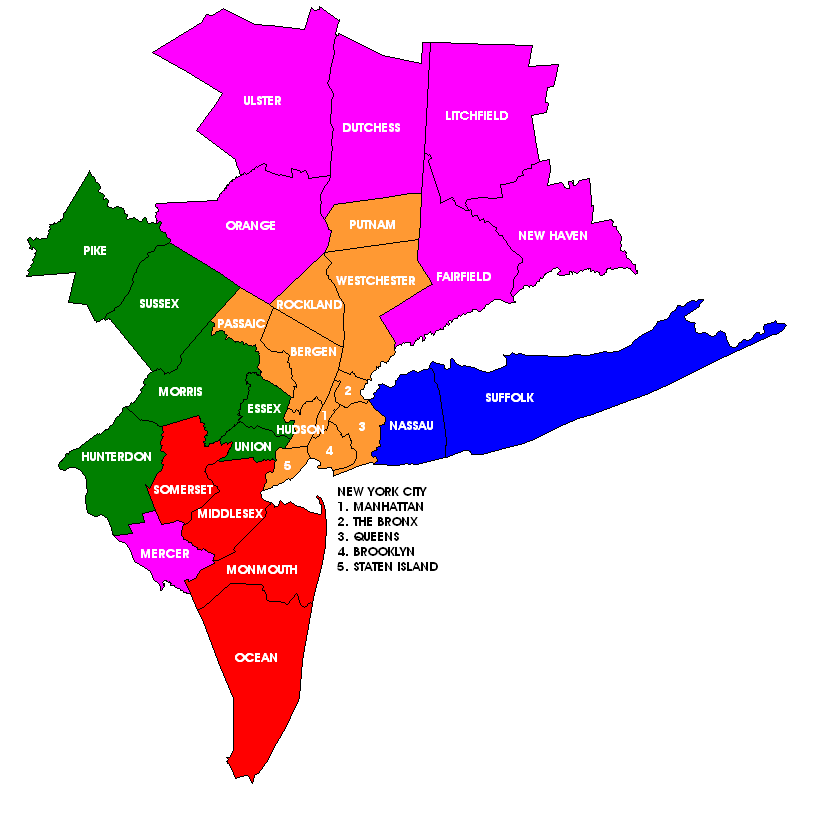
New York Metropolitan Area
New York-Jersey City-White Plains
Nassau County-Suffolk County
Newark *
Lakewood-New Brunswick
Rest der New York-Newark-Bridgeport Combined Statistical Area
- Pike County gehört seit 21. Juli 2023 nicht mehr dazu, stattdessen das benachbarte Sullivan County

- New York-Jersey City-White Plains (12.448.348)
  - Kings County, NY (2.736.074)
  - Queens County, NY (2.405.464)
  - New York County, NY (1.694.251)
  - Bronx County, NY (1.472.654)
  - Westchester County, NY (1.004.457)
  - Bergen County, NJ (955.732)
  - Hudson County, NJ (724.854)
  - Passaic County, NJ (524.118)
  - Richmond County, NY (495.747)
  - Rockland County, NY (338.329)
  - Putnam County, NY (97.668)
- Nassau County-Suffolk County (2.921.694)
  - Suffolk County, NY (1.525.920)
  - Nassau County, NY (1.395.774)
- Lakewood-New Brunswick (2.489.367)
  - Middlesex County, NJ (863.162)
  - Monmouth County, NJ (643.615)
  - Ocean County, NJ (637.229)
  - Somerset County, NJ (345.361)
- Newark (2.221.726)
  - Essex County, NJ (863.728)
  - Union County, NJ (575.545)
  - Morris County, NJ (509.285)
  - Sussex County, NJ (144.221)
  - Hunterdon County, NJ (128.947)

Die New York–Newark Combined Statistical Area enthält zusätzlich die Countys und Planungsregionen in folgenden Gebieten:
- Bridgeport–Stamford–Danbury, CT Metropolitan Statistical Area (946.327)
  - Greater Bridgeport Planning Region, CT (325.778)
  - Western Connecticut Planning Region, CT (620.549)
- Hemlock Farms, PA Micropolitan Statistical Area (58.535)
  - Pike County, PA (58.535)
- Kingston, NY Metropolitan Statistical Area (181.851)
  - Ulster County, NY (181.851)
- Kiryas Joel–Poughkeepsie–Newburgh Metropolitan Statistical Area (697.221)
  - Dutchess County, NY (295.911)
  - Orange County, NY (401.310)
- Monticello, NY Micropolitan Statistical Area (78.624)
  - Sullivan County, NY (78.624)
- Trenton–Princeton, NJ Metropolitan Statistical Area (387.340)
  - Mercer County, NJ (387.340)

## Highways

### Interstates
- Interstate 78
- Interstate 80
- Interstate 84
- Interstate 87
- Interstate 95
- Interstate 195
- Interstate 278
- Interstate 280
- Interstate 287 – westliche Umgehungsautobahn um New York City
- Interstate 295 (New York)
- Interstate 478
- Interstate 495 – auch bekannt als Long Island Expressway oder LIE
- Interstate 678
- Interstate 684

### U.S. Routes
- U.S. Route 1
- U.S. Route 9
- U.S. Route 22
- U.S. Route 46

### Weitere Schnellstraßen
- Belt Parkway
- Bronx River Parkway
- Franklin D. Roosevelt East River Drive – kurz: FDR Drive bzw. The Drive
- Garden State Parkway
- Grand Central Parkway
- Harlem River Drive
- Henry Hudson Parkway
- Hutchinson River Parkway
- Merritt Parkway
- New Jersey Turnpike
- New York State Thruway
- Northern State Parkway
- Palisades Interstate Parkway
- Saw Mill River Parkway
- Sprain Brook Parkway
- Taconic State Parkway
- West Side Highway